# Тит Лабієн
Тит Лабієн (лат. Titus Labienus відомий також як Titus Atius Labienus, *бл. 100 до н. е. — 17 березня 45 до н. е.) — давньоримський полководець, легат Юлія Цезаря під час Галльської війни, один з найближчих помічників Цезаря, сприяв багатьом його успіхам. Він був батьком Квінта Лабієна, давньоримського полководця.

## Біографія

### Рання кар'єра
Тіт Лабієн, найімовірніше, народився в 99 або 98 р. до н. е. Багато джерел вказують на походження з Піцени. Його сім'я належала до стану вершників. Мав ранні зв'язки з Помпеєм. Саме він був покровителем Лабієна протягом всієї його кар'єри.
Його кар'єра почалася у 78-75 до н. е., коли він служив в Кілікії під керівництвом Публія Сервілія Ватія Ісаврика.

### Плебейський трибун
У 63 до н. е. Лабієн був обраний плебейським трибуном (можливо, не без допомоги Помпея). У ті роки з Помпеєм тісно співпрацював і Цезар, таким чином, саме тоді між ним і Лабієном зав'язалася дружба.
З ініціативи Цезаря, Лабієн звинуватив Гая Рабірія в тому, що під час заворушень у 100 до н. е. той убив трибуна Луція Апулея Сатурнина. Метою цього звинувачення було дискредитувати «senatus consultum ultimum» що давав, у випадках крайньої необхідності, консулам необмежену диктаторську владу. При цьому була відроджена процедура суду за perduellio, тобто за найтяжчий державний злочин. Згідно з цією процедурою, справа Рабірія попередньо була розглянута судом у складі двох осіб, призначених претором; цими «duoviri perduellionis» були Гай Цезар і його родич Луцій Юлій Цезар. Обвинувачений, засуджений ними на ганебну страту (бичування і розп'яття на хресті) скористався правом провокації, тобто апелював до народу і постав перед судом центуріатних коміцій. У цьому остаточному суді Рабірія захищали Квінт Гортенсій Гортал  і Цицерон. Процес цей, за свідченням історика Діона Кассія, не був закінчений, бо претор Квінт Цецлій Метелл Целер, не бажаючи допускати винесення вироку, спустив прапор, що розвіювався на пагорбі Янікул, внаслідок чого центуріатні коміції повинні були бути розпущені. І хоча, в кінцевому рахунку, Рабірій був засуджений до заслання (виплатити штраф він був не в змозі), виступ проти популярів можливості застосування «senatus consultum ultimum» політично не вдалося, і ця надзвичайна постанова у жовтні того ж 63 до н. е. була прийнята сенатом для боротьби з рухом Катиліни.
Лабієн був швидше солдатом, ніж політиком, і насамперед використовував свою посаду як шлюз, щоб забезпечити собі позиції військового командування.

### Легат Цезаря
Цинна стверджував, що багатьма своїми перемогами  Цезар був завдячений Лабієну, котрий жодного разу не підвів його в найнебезпечніших ситуаціях. Цезар довіряв Лабієну більше, ніж іншим, цінуючи його як вірного друга і як досвідченого воєначальника. На людях Лабієн показував свою глибоку повагу до Цезаря, але в домашній обстановці серед своїх Цезар і Лабієн трималися без зайвих церемоній. По віку вони були однолітками. Лабієн виступає як права рука Цезаря під час його кампаній в Галлії та Британії і єдиний легат, що згадується по імені в працях Цезаря про свою першу кампанію. Він був майстерним командиром кавалерії, військовим генієм, конкуруючи з самим Цезарем.
Лабієн командував на зимових квартирах у Безансоні в 58 до н. е. Він мав повну владу над галльськими легіонами і здійснював правосуддя під час відсутності Цезаря, як його легат. Подібними привілеями він був наділений у Цизальпінській Галлії і під час Другої Британської компанії.
Під час Бельгійської компанії (57 до н. е.) Тит Лабієн відзначився у битві проти атребатів і нервіїв. На лівому фланзі він разом з дев'ятим і десятим легіонами перейшов через річку і захопив табір белгів. Тим часом нервії увірвалися в табір римлян. Побачивши це з пагорба, Тит Лабієн послав на допомогу  десятий легіон. З його приходом ситуація повністю змінилася. Римляни перейшли в наступ і майже повністю перебили всіх нервіїв.
Лабієну також приписують перемогу над треверами і блискучу перемогу над паризіями в битві при Лютеції.
У вересні  51 до н. е. Цезар зробив Лабієна намісником у Цизальпійській Галлії.

### Відступництво від Цезаря
Попри теплі відносини між Лабієном і Цезарем, перед тим, як останній виступив у похід на Рим, Лабієн залишив його в Галлії і приєднався до Помпея. Він був радо прийнятий помпейцями, бо привів з собою близько 4000 галльських та германських кіннотників. Помпей призначив Лабієна командувачем кавалерією.

Лабієн намагався переконати Помпея зустріти Цезаря в Італії, спираючись на те, що війська Цезаря ослаблені тривалої галльську компанією. Але у Помпея був свій план. У підсумку Лабієн бився при Діррахії і Фарсалії. 
Битва при Діррахії:
| Коли Цезар зазнав поразки, то повів з іншої сторони нову частину, але і цією оволодів великий страх, що коли здалеку побачили Помпея, вони не змогли ні зупинитися, будуче вже біля воріт, ні зайти в них в бойовому порядку, ні підкоритися наказам, але кожен біг не оглядаючись, не слухаючи ніяких наказів, втративши сором і розум. І попри те, що Цезар всюди поспішав, вмовляючи своїх воїнів і вказуючи, що Помпей знаходиться ще далеко, одні на очах у нього кидали прапори і тікали, інші від сорому схиляли голови, нічого не роблячи, до такої міри ними опанував страх. А один з воїнів, повернувши прапор, направив загострений кінець в імператора, але охоронці вбили його. Ті ж воїни, які входили, не організували навіть варти, все було залишено, і самий вал ніким не охоронявся, так що якби Помпей зробив на нього напад, він і його міг би взяти своїми силами і цією справою завершити всю війну, але Лабієн — така була божа воля — переконав Помпея направити війська на втікачів. Помпей сам вагався: чи тому, що, бачачи, що вал не охороняється, підозрював якусь хитрість, або ж тому, що нехтував цією справою, вважаючи результат війни вже вирішеним. Тому Помпей, направивши війська на втікачів поза табором, багатьох убив і взяв в цей день в обох боях 28 прапорів, але упустив вже другий випадок повного закінчення війни. Передають, що Цезар сказав: «Війна могла б бути в цей день закінчена, якби вороги мали на чолі людини, яка вміє перемагати». |Аппіан, Громадянські війни, II, 62
Перед битвою при Фарсалії:
| Його замінив Лабіен. Після презирливого відгуку про бойові сили Цезаря і найбільших похвал плану Помпея він сказав: «Не думай, Помпей, що перед тобою те саме військо, яке перемогло Галію і Німеччину. Я брав участь у всіх боях і не стану навмання говорити про те, чого не знаю. Від того війська залишилася лише мала частина: багато хто загинув (що було неминуче через велику кількість битв), багатьох забрали хвороби в Італії, багато з них розійшлося по домівках, багато хто залишився на материку. Або, можливо, ви не чули, що в Брундісії були утворені цілі когорти з тих, які там залишилися під приводом хвороби? Ті війська, які ви бачите, знову організовані з останніх наборів в Ближній Галлії, і більшість солдатів походять з транспаданських колоній. До того ж, найсильніші їх частини загинули в двох битвах під Діррахія». З цими словами Лабієн поклявся повернутися в табір не інакше, як переможцем, і інших підбадьорив до того ж. | 
Цезар, Громадянська війна, III, 87
Потім (після смерті Помпея) поїхав за Катоном до Африки, a після поразки і смерті останнього в битві при Тапсі приєднався до синів Помпея в Іспанії.
Африканська кампанія: 
| Зробивши переправу з Регія в Мессенію, Цезар прибув в Лілібей. Дізнавшись, що Катон з частиною морських і сухопутних сил охороняє спорядження для війни в Утіці разом з тими 300, які здавна були призначені військовими радниками при ньому під ім'ям сенату, а верховний начальник Луцій Сципіон з кращими частинами військ воює в Гадрумет, Цезар поплив проти Сципіона. Сципіон якраз в цей час, виявилося, попрямував до Юбе, і Цезар приготувався до бою біля табору Сципіона, вважаючи, що вигідно боротися з ворогом у відсутності його полководця. Йому протистояли Лабієн і Петрей, помічники Сципіона, вони здобули над Цезарем велику перемогу, примусивши втекти його військо і переслідуючи його з гордістю і презирством до тих пір, поки пораний в живіт кінь не скинув Лабієна. Лабієна негайно забрали його охоронці, що стояли зі щитами біля нього. Петрей, вважаючи, що для війська Цезаря битва на висоті це випробування, і що він зуміє здобути перемогу, коли захоче, не став продовжувати розпочате переслідування і сказав: «Не будемо віднімати перемогу у нашого полководця Сципіона». Інше було справою щастя Цезаря: коли вороги, як здавалося, могли перемогти, переможці самі раптово припинили бій. |
Аппіан, Громадянські війни, II, 95

### Смерть
У битві при Мунді Лабієн, який командував кавалерією помпейців, помітивши ворожий маневр, відвів свої п'ять когорт назад, щоб перехопити кавалерію цезаріанців, і послабив, таким чином, фронт опору. Помпейці неправильно зрозуміли ситуацію. Перебуваючи під сильним тиском на лівий і правий фланг, вони порахували, що Лабієн відступає. Помпейці, не витримавши натиску, зламали свою лінію і в безладді тікали. Лабієн загинув у запалі бою. Голова його була відправлена Цезарю.
Битва при Мунді:
| Останнім був бій при Мунді. Цезарю тут не пощастило. Битва була такою жорстокою, і результат її настільки довго був невизначений, що могло здатися, ніби Цезаря зрадила завжди прихильна йому фортуна.Перебуваючи перед строєм, сам Цезар був ,всупереч звичаю, сумний, то бачачи хиткість людської долі, чи то сумніваючись в тривалості свого надмірного успіху або навіть побоюючись, що розділить долю Помпея. В ході ж битви сталося щось таке, чого не пригадувала людська пам'ять: в момент найлютішої сутички, ніби за взаємною згодою, запанувала моторошна тиша і всіх скувала одна думка: «Доки?» І постало погляду Цезаря небувале безчестя: випробувана в чотирнадцятирічних битвах рать ветеранів почала повільно відступати. Воїни ще не почали тікати, але було видно, що їх від цього утримує непритаманна їм доблесть, а сором.Цезар як божевільний увірвався в перші ряди. Він зупиняв втікачів, надихав прапороносців, благав, підбадьорював, волав, немов бажаючи утримати військо криком, поглядами, руками. Сум'яття його духу було таке, що, кажуть, він хотів себе вбити. Це було б неминуче, якби п'ять когорт Лабієна, послані для охорони табору, не звернули б в удавану втечу. Він або повірив в обман, або, як досвідчений полководець, скористався нагодою, щоб кинутися на втікачів. Цим він надихнув своїх і привів в замішання ворогів. Його воїни, вважаючи, що вони перемагають, почали відважніше переслідувати ворога, а помпейці, повіривши, що це відступають свої, самі почали тікати. |Луцій Анней Флор, Епитоми,Книга II,XIII.Громадянська війна Цезаря і Помпея